# اشتفان مینکویتس
اشتفان مینکویتس (به آلمانی: Stefan Minkwitz) بازیکن فوتبال و هافبک اهل آلمان شرقی بود که از سال ۱۹۹۰ میلادی عضو تیم ملی فوتبال آلمان شرقی بوده‌است. وی در ۲ بازی ملی حضور داشته و در بازی‌های ملی‌اش گلی به ثمر نرساند. اشتفان مینکویتس آخرین بازی ملی خود را در سال ۱۹۹۰ میلادی انجام داد.